# アリダ・ヴァリ
アリダ・ヴァリ（Alida Valli, 1921年5月31日 - 2006年4月22日）は、現クロアチア領、当時はイタリア王国領であったイストリア半島のポーラ（プーラ）生まれの女優。アルフレッド・ヒッチコックの『パラダイン夫人の恋』、キャロル・リードの『第三の男』、ミケランジェロ・アントニオーニの『さすらい』、ルキノ・ヴィスコンティの『夏の嵐』などで知られる。

## 略歴
イストリア半島のポーラ（現クロアチア、プーラ）生まれ。両親共複数のルーツを持つ。 父方の祖父ルイージ・アルテンブルガー男爵はトレント出身のオーストリア系イタリア人で、ジャンバプティスト・コントダルコの子孫。父方の祖母エリーサ・トマシはトレント生まれで、ローマ上院議員エットレ・トロメイの従姉妹。ポーラ出身の母シルビア・オーベレッケル・デッラ・マルティナはライバハ（現スロベニアのリュブリャナ）出身のドイツ系オーストリア人フェリクス・オーベレッケルが父、母ヴァージニア・デッラ・マルティナがポーラ出身。本名は神聖ローマ帝国（ドイツ帝国）アリダ・マリア・ローラ・アルテンブルガー・フォン・メルケンステイン・フラウエンベルク男爵夫人。ローマ第3大学博士号授与、フランス文化勲章受章、イタリア騎士勲位受章。ジャズ・ピアニストで作曲家、画家のオスカル・デ・メーヨと結婚し、2児に恵まれるも8年で離婚。

### 女優として
15歳からローマの映画センターで演技を学び、1935年から映画に出るようになる。1941年の "Piccolo mondo antico" でヴェネツィア国際映画祭で賞を受けるなど高い評価を得るが、戦時中はファシスト政権を嫌って出演を断ったために逮捕されそうになったこともあったという。その後デヴィッド・O・セルズニックと契約して『パラダイン夫人の恋』や『第三の男』といったハリウッド映画にも出演するが、強い訛りがあったために成功はしなかった。しかし、イタリアでは100本以上の映画に出演し、舞台にも出ており晩年まで活躍した。

## ギャラリー

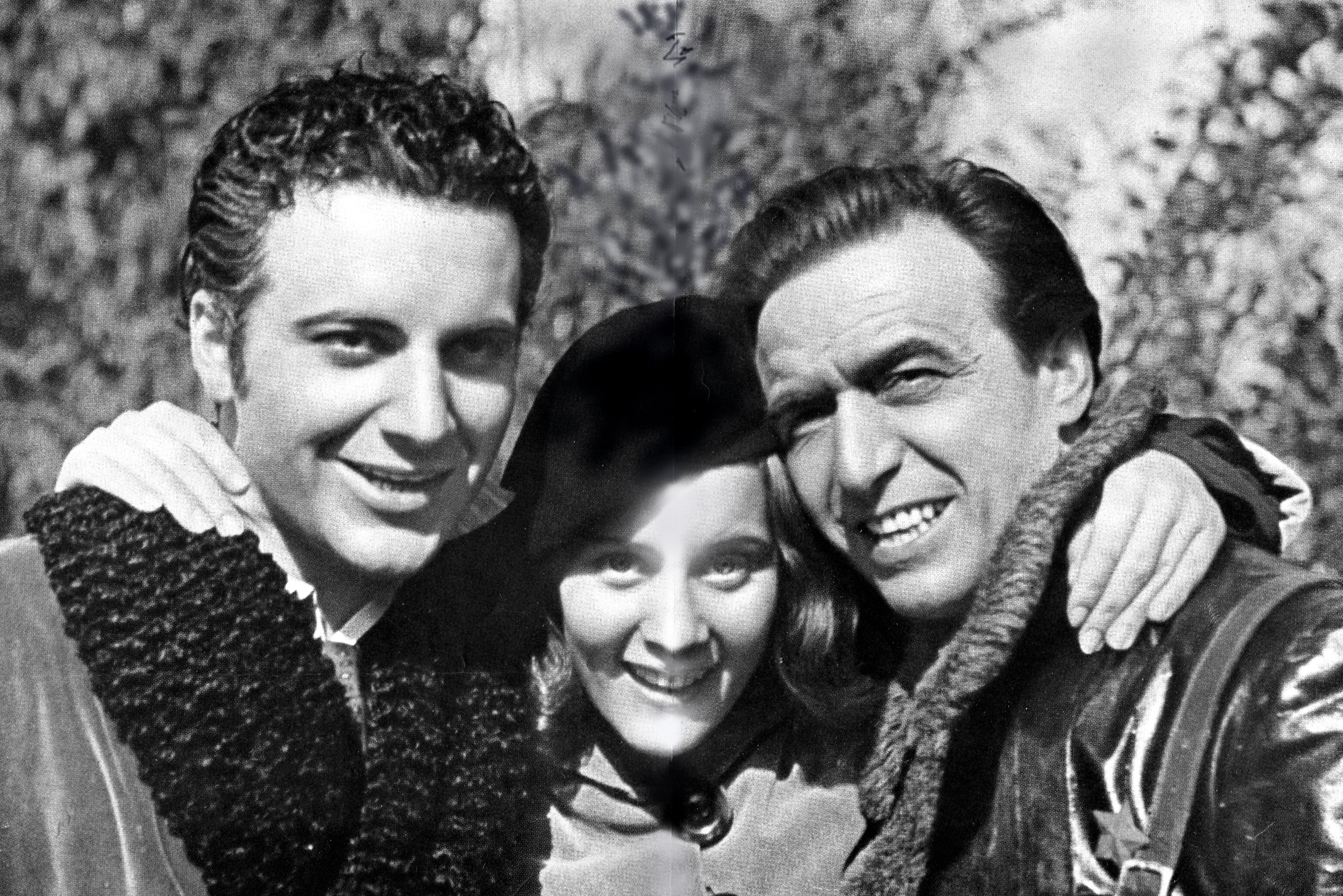
『われら生きるもの』（1942年）
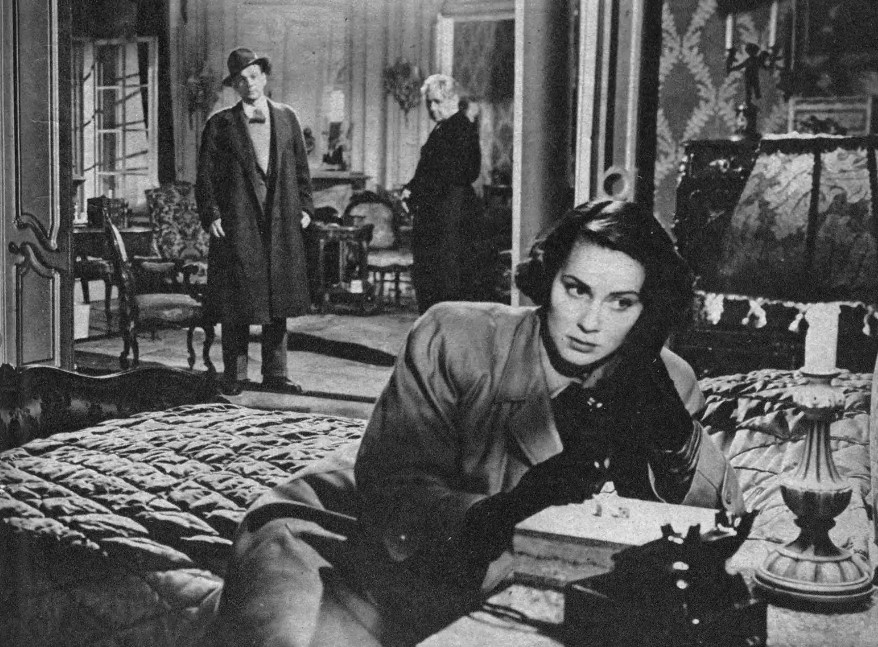
『第三の男』（1949年）
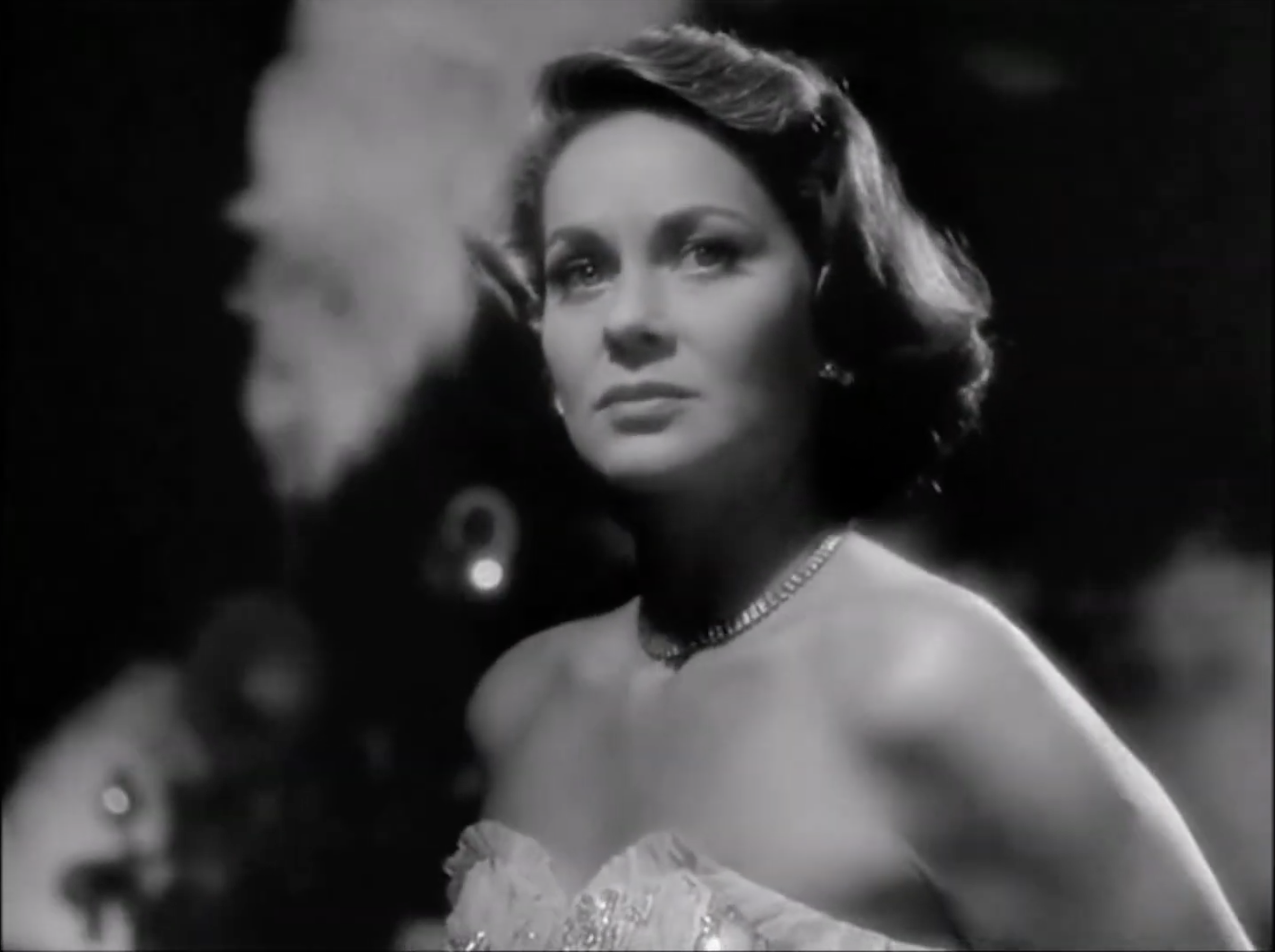
『われら女性』（1953年）
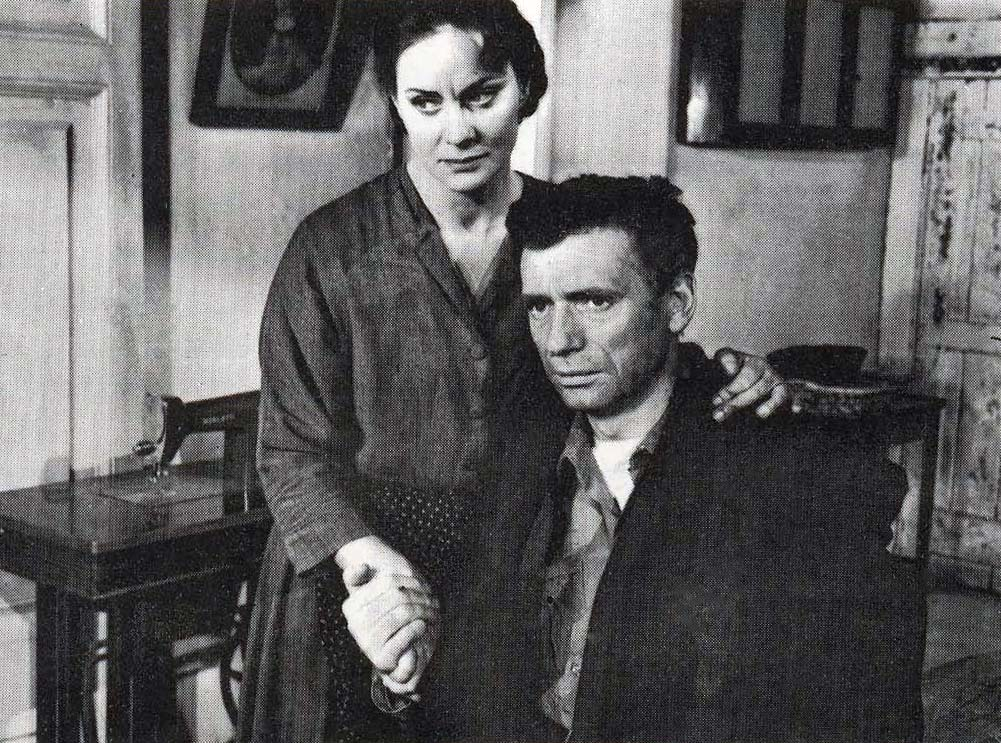
『青い大きな海』（1957年）
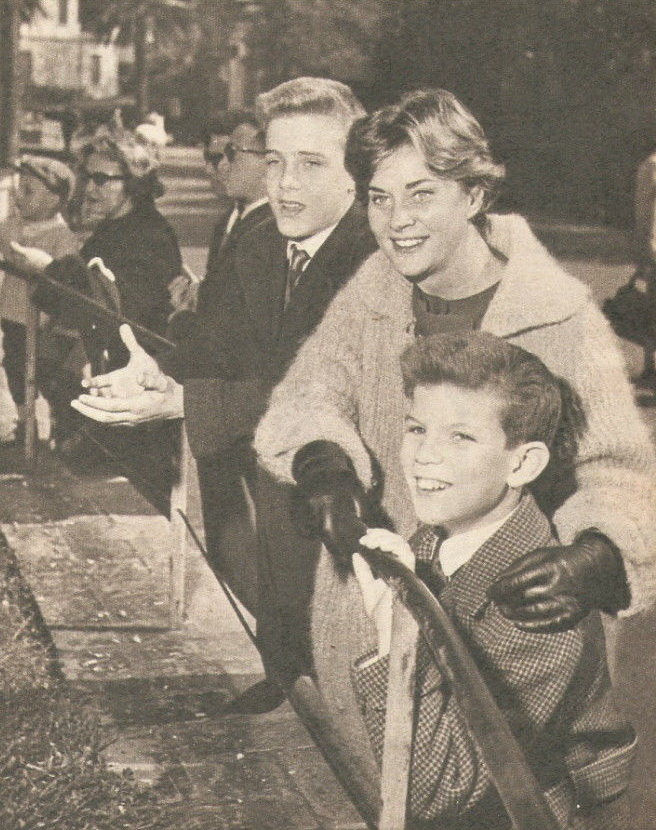
息子たちとともにローマの動物園で（1960年）

## 主な出演作品
| 公開年 | 邦題 原題                                                    | 役名                           | 備考 |
| ------ | ------------------------------------------------------------ | ------------------------------ | ---- |
| 1942   | われら生きるもの Noi Vivi                                    | キラ・アルグノワ               |      |
| 1947   | パラダイン夫人の恋 The Paradine Case                         | パラダイン夫人                 |      |
| 1948   | 奇跡の鐘 The Miracle of the Bells                            | オルガ                         |      |
| 1949   | 第三の男 The Third Man                                       | アンナ・シュミット             |      |
| 1950   | 白銀の嶺 The White Tower                                     | カーラ・アルトン               |      |
| 1951   | 奇蹟は一度しか起こらない Les miracles n'ont lieu qu'une fois | クラウディア                   |      |
| 1953   | わたしの罪ではない Il mondo le condanna                      | レナータ                       |      |
| 1953   | われら女性 Siamo Donne                                       | アリダ                         |      |
| 1954   | 夏の嵐 Senso                                                 | リヴィア・セルピエーリ伯爵夫人 |      |
| 1957   | 旅路はるか L'amore più bello                                 | キャロライン                   |      |
| 1957   | さすらい Il grido                                            | イルマ                         |      |
| 1957   | 青い大きな海 La grande strada azzurra                        | ロセッタ                       |      |
| 1958   | 月夜の宝石 Les bijoutiers du clair de lune                   | フロレンティーン               |      |
| 1960   | 顔のない眼 Les yeux sans visage                              | ルイーズ                       |      |
| 1961   | かくも長き不在 Une aussi longue absence                      | テレーズ                       |      |
| 1961   | 楽しい泥棒日記 The Happy Thieves                             | ブランカ                       |      |
| 1963   | 竜騎兵総攻撃 El valle de las espadas                         | Reina Teresa                   |      |
| 1967   | アポロンの地獄 Edipo re                                      | Merope                         |      |
| 1970   | 暗殺のオペラ Strategia del ragno                             | ドライファ                     |      |
| 1972   | 高校教師 La prima notte di quiete                            | マルセラ                       |      |
| 1974   | 新エクソシスト/死肉のダンス Lisa e il diavolo                | 伯爵夫人                       |      |
| 1974   | レディ・イポリタの恋人/夢魔 L'anticristo                     | イレーネ                       |      |
| 1975   | 蘭の肉体 La Chair de l'orchidée                              |                                |      |
| 1976   | 1900年 Novecento                                             | ピオッピ夫人                   |      |
| 1976   | カサンドラ・クロス The Cassandra Crossing                    | チャドウィック夫人             |      |
| 1977   | サスペリア Suspiria                                          | タナー                         |      |
| 1979   | レイプ・ショック Suor Omicidi                                | 修道院長                       |      |
| 1979   | ルナ                                                         | ジュゼッペの母                 |      |
| 1980   | インフェルノ Inferno                                         | キャロル                       |      |
| 1985   | 女テロリストの秘密 Segreti segreti                           | ジーナ                         |      |
| 1987   | 背徳の女/地獄を見た女たち Le jupon rouge                     | Bacha                          |      |
| 1995   | 湖畔のひと月 A Month by the Lake                             | Signora Fascioli               |      |
| 1996   | サスペリア2000 Fatal frames: Fotogrammi mortali              | Countess Alessandra Mirafiori  |      |
| 2002   | セマナ －血の7日間－ Semana Santa                            | Doña Catalina                  |      |